# CR-Klasse 812
Die Dampflokomotiven der Klasse 812 der schottischen Eisenbahngesellschaft Caledonian Railway (CR) wurden von 1899 bis 1900 mit insgesamt 79 Exemplaren von verschiedenen Herstellern nach einem Entwurf von John F. McIntosh, dem Chefingenieur der CR, geliefert. Die Schlepptenderlokomotiven mit der Achsfolge C wurden für den Güterverkehr gebaut, jedoch auch vor Personenzügen eingesetzt. Weitere 17 Lokomotiven wurden mit geringfügigen Bauartänderungen zwischen 1908 und 1909 geliefert und als Klasse 652 eingeordnet. 1923 gingen alle Lokomotiven zusammen mit der CR an die London, Midland and Scottish Railway (LMS). 1948 kamen noch 76 Maschinen der Klasse 812 und alle der Klasse 652 in den Besitz von British Railways. Bis Ende der 1950er Jahre blieben die meisten Lokomotiven noch im aktiven Dienst, wurden dann aber bis 1963 ausgemustert. Als einzige Maschine beider Klassen blieb die Lokomotive 828 erhalten und wird von der schottischen Strathspey Railway vor Museumsbahnzügen eingesetzt.

## Geschichte
Seit 1883 hatte die Caledonian Railway als ihre Standard-Güterzuglokomotive die CR-Klasse 294 nach einem Entwurf ihres von 1882 bis 1890 amtierenden Chefingenieurs Dugald Drummond beschafft; die bis 1897 gelieferten 244 Exemplare stellten schließlich die umfangreichste Lokomotivreihe der CR dar. Unter John F. McIntosh, der seit 1895 Drummonds Posten innehatte, wurde die Klasse 294 zunächst weiter beschafft. 1899 entwickelte McIntosh jedoch eine vergrößerte Version der Klasse, die, wie bei der CR üblich, nach der Nummer der ersten gelieferten Lokomotive als Class 812 bezeichnet wurde. Vorgesehen waren die Lokomotiven für schnelle Güterzüge, ein Teil wurde jedoch auch vor Personenzügen eingesetzt, vor allem vor Ausflugszügen. Zwischen Glasgow und den Häfen von Gourock und Wemyss Bay bespannten sie außerdem Zubringerzüge zu den ab dort im Firth of Clyde eingesetzten Dampfschiffen der CR-Tochter Caledonian Steam Packet Company. Ein Teil der Lokomotiven wurde in den CR-eigenen St. Rollox Railway Works hergestellt; dort entstanden insgesamt 29 Stück. Die übrigen kamen von verschiedenen britischen Lokomotivfabriken; Neilson & Co. lieferte 20 Stück, Dübs und Sharp Stewart jeweils 15. Die Lokomotiven bewährten sich gut und bekamen wie die Vorgängerklasse aufgrund ihrer Leistungsfähigkeit und der bulligen Erscheinung den Spitznamen „Jumbos“. 1908/09 lieferten die St. Rollox Railway Works weitere 17 Lokomotiven, die geringfügige Bauartänderungen aufwiesen und von der CR als neue Class 652 eingeordnet wurden.
1923 kamen beide Klassen vollzählig in den Bestand der London, Midland and Scottish Railway (LMS), in der die CR infolge des Groupings der britischen Eisenbahnen mit anderen Gesellschaften zusammengeschlossen worden war. Die LMS rüstete einen Teil der Maschinen mit neuen Kesseln aus, änderte aber an ihren Einsätzen ansonsten wenig. Sie wurden weiterhin im gesamten ehemaligen CR-Netz vor Güterzügen, als Rangierlokomotiven und – soweit sie die entsprechende Bremsausrüstung hatten – vor Personenzügen eingesetzt. Daneben kamen sie aber auch auf ehemaligen Strecken anderer schottischer, in der LMS aufgegangener Bahngesellschaften zum Einsatz. Die LMS stufte die Lokomotiven in dem von ihr verwendeten System der Klassifizierung entsprechend der Leistungsfähigkeit in die Leistungsklasse 3F ein.
British Railways (BR) übernahm 1948 gemäß dem Transport Act 1947 die LMS und ihren gesamten Fahrzeugpark. Dazu zählten auch noch 76 Lokomotiven der Klasse 812 – drei hatte die LMS 1947 ausgemustert – und alle Lokomotiven der Klasse 652. In den 1950er Jahren blieben die Lokomotiven fast vollzählig im Bestand von BR, lediglich einzelne wurden ausgemustert. Ende 1958 waren noch 63 Lokomotiven der Klasse 812 und 13 der Klasse 652 vorhanden. Erst ab 1959 setzte die Ausmusterung in größerem Umfang ein. Ende 1962 waren lediglich noch zehn Lokomotiven der Klasse 812 im Bestand, alle übrigen und die komplette Klasse 652 war bereits abgestellt. Die letzten vier Maschinen schieden im November 1963 aus. Wie bei der LMS waren die Lokomotiven auch bei British Railways vorwiegend im früheren CR-Netz rund um Glasgow und in den Central Lowlands eingesetzt worden, kamen aber auch auf anderen schottischen Strecken zum Einsatz, so etwa auf ehemaligen Strecken der Glasgow and South Western Railway im Südwesten Schottlands.

## Technik
Technisch entsprechen die 812 und die 652 wie ihre Vorgängerbauart grundsätzlich den von britischen Bahngesellschaften in einer Vielzahl von Bauarten beschafften typischen C-Kupplern mit Blechrahmen und Innenzylindern, die bei den meisten Bahngesellschaften bis in die 1930er Jahre den Güterverkehr dominierten und auch bei British Railways in den ersten Jahren noch in großen Stückzahlen vorhanden waren. Rahmen und Fahrwerk der Klasse 812 wurden von der Vorgängerbauart übernommen. Dagegen wurde der Kessel vergrößert, indem der Kesseltyp der CR-Klasse 721, der sogenannten Dunalastair Class I, übernommen wurde, einer sehr erfolgreichen Express- und Personenzuglokomotive der CR mit der Achsfolge 2’B n2. Von den ähnlichen Lokomotiven der Dunalastair Class II wurde das Führerhaus übernommen. Die bereits bei der Class 294 verwendeten Innenzylinder wurden ebenfalls vergrößert. Der Antrieb erfolgte über den mittleren der drei Kuppelradsätze, die Lokomotiven waren mit Stephenson-Steuerung und Flachschiebern ausgestattet. Dank der relativ großen Räder waren die Lokomotiven auch für beschleunigte Güterzüge und Einsätze im Personenverkehr geeignet. 17 Lokomotiven erhielten daher für den Einsatz im Personenverkehr Westinghouse-Bremsen, weitere fünf bekamen Vakuum-Bremsen. Die übrigen waren lediglich mit Lokomotivbremsen ausgerüstet und konnten deshalb nur vor Güterzügen eingesetzt werden. Zwei Maschinen wurden während des landesweiten Streiks im britischen Kohlebergbau von Ende Februar bis Anfang April 1912 vorübergehend mit einer Ölfeuerung ausgerüstet. Während die für den Personenverkehr ausgerüsteten Lokomotiven wie alle Personenzuglokomotiven der CR in leuchtendem Caledonian Blue lackiert waren, wurden die übrigen Lokomotiven der Klasse schwarz gestrichen. Die LMS ersetzte bei einem Großteil der Lokomotiven die CR-Kessel durch neue Kessel.
Die Unterschiede zwischen den beiden Klassen waren marginal. Die Klasse 652 unterschied sich vor allem durch ein anderes Führerhaus des neueren Typs Dunalastair III und etwas dickere Rahmenwangen, ansonsten gab es keine nennenswerten technischen Unterschiede zwischen beiden Klassen.

## Erhaltene Lokomotive 828
Mit der 1899 in den St. Rollox Works gebauten Maschine mit der CR-Nummer 828 ist eine Lokomotive erhalten geblieben. Sie zählt zu den 17 mit Westinghouse-Bremse ausgerüsteten Maschinen. Ihre konkrete Stationierung zu Zeiten der CR und LMS ist nicht bekannt. Bei Übernahme durch British Railways war sie im Glasgower Depot Corkerhill stationiert. 1957 zählte sie zum Bestand des Depots in Ardrossan. Im August 1963 wurde sie ausgemustert. Nach der Ausmusterung kam sie zunächst in den Bestand des Glasgow Museum of Transport. 1980 kam die Lokomotive, die inzwischen dem heutigen CR 828 Trust gehörte, zur Strathspey Railway, wo sie wieder betriebsfähig aufgearbeitet wurde und ab 1990 Museumszüge bespannte. Nach Auslaufen der Kesselfristen musste sie im Jahr 2000 abgestellt werden. 2010 kam sie wieder in Betrieb, musste 2013 aber wegen einiger Schäden abgestellt werden. Nach einer umfangreichen Aufarbeitung ist die Lokomotive seit 2017 wieder betriebsfähig, unterbrochen von einer längeren Überholung im Jahr 2020.

## Belgische Reihen 30 und 32
Die Caledonian Railway präsentierte eine ihrer Lokomotiven der Klasse 721 Dunalastair auf der Weltausstellung Brüssel 1897; mit einer Goldmedaille ausgezeichnet, erweckte sie das Interesse der Chemins de fer de l’État belge (EB), der belgischen Staatsbahnen, die mehrere Lokomotiven dieser Bauart bestellte. In den folgenden Jahren orientierten die EB ihre Lokomotivbeschaffung stark an den Entwicklungen von McIntosh bei der Caledonian Railway und beschafften mehrere Reihen nach dem Vorbild von Caledonian-Lokomotiven. Auch die Klasse 812 wurde mit geringfügigen Änderungen übernommen, von 1900 bis 1901 beschaffte die EB nach ihrem Vorbild zunächst 82 Maschinen der EB-Reihe 30. Die aus der Reihe 30 weiterentwickelten Reihen 32 und 32S (mit Überhitzer) waren mit insgesamt 808 Exemplaren (502 der Reihe 32 und 306 der Reihe 32S) die zu dieser Zeit größte Lokomotivreihe der État Belge. Ab 1926 wurden beide Reihen als Reihen 31 und 41 der SNCB/NMBS bezeichnet, die Bezeichnung der Nassdampfvariante änderte sich 1931 auf Reihe 44.

## Galerie

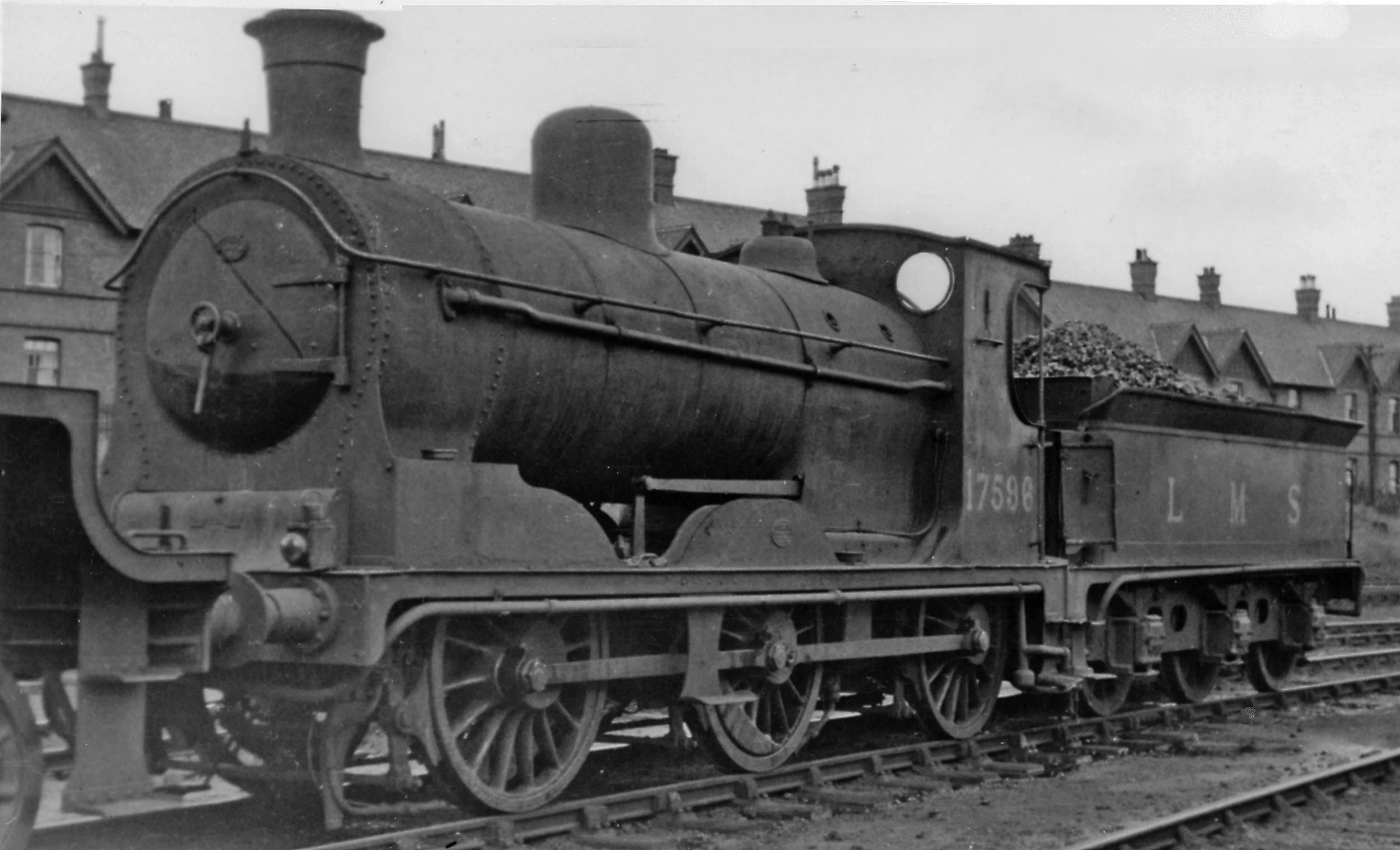
Lokomotive 57596 im Jahr 1948 im Depot Corkerhill in Glasgow, noch mit LMS-Beschriftung als Lokomotive 17596
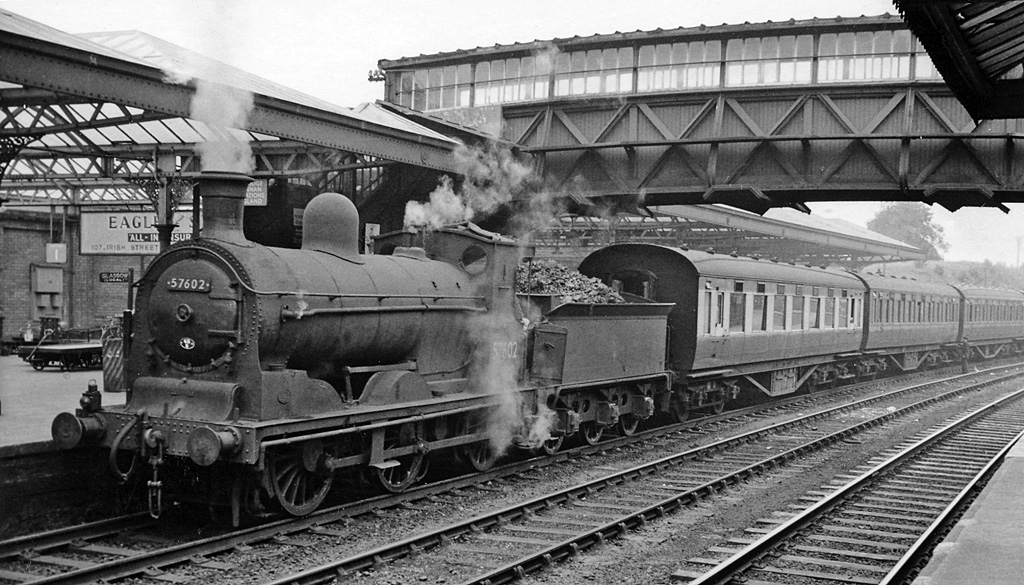
Lokomotive 57602 im Bahnhof von Dumfries 1960 vor einem Personenzug
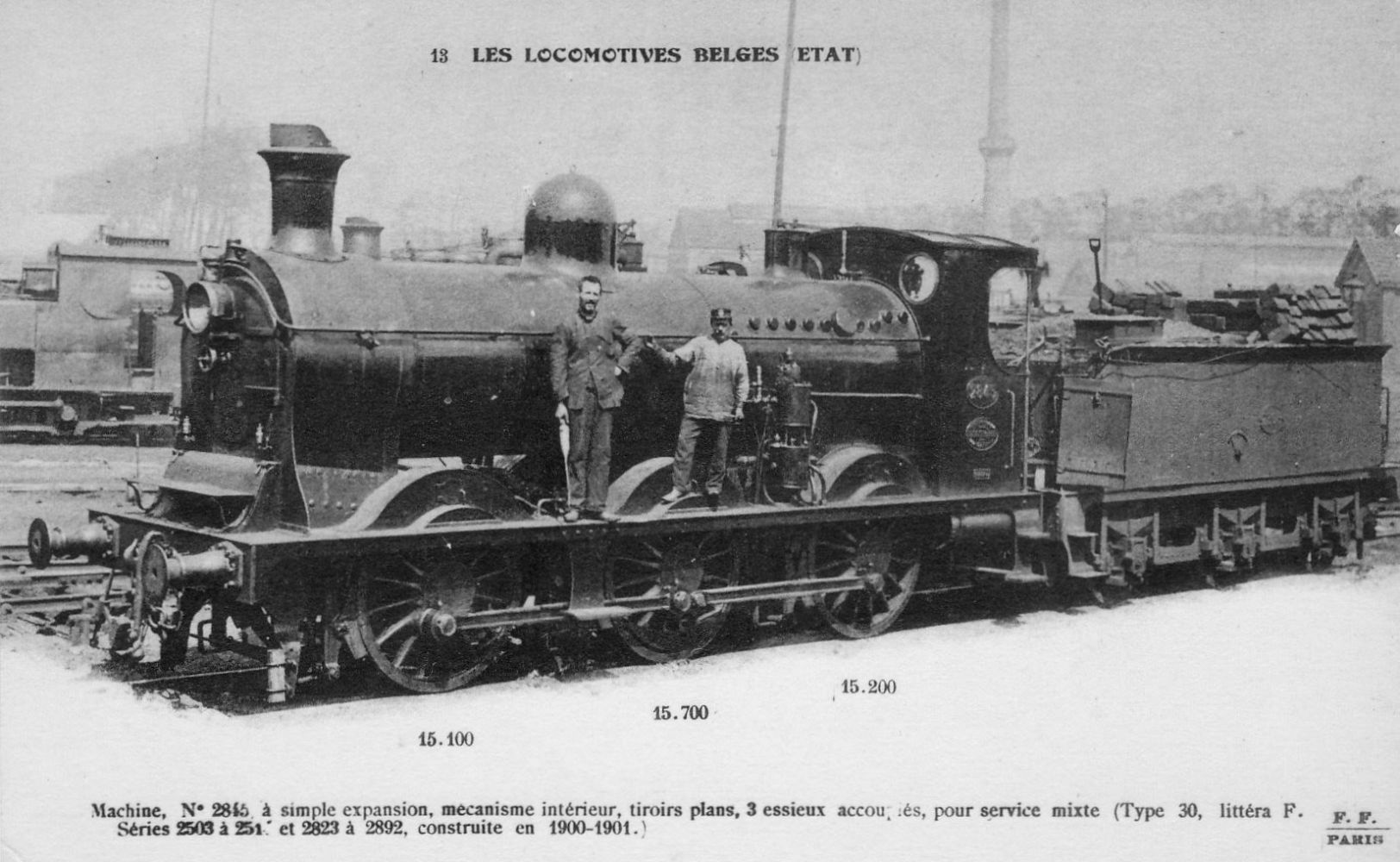
Lokomotive 2845 der Reihe 30 der État Belge um 1914
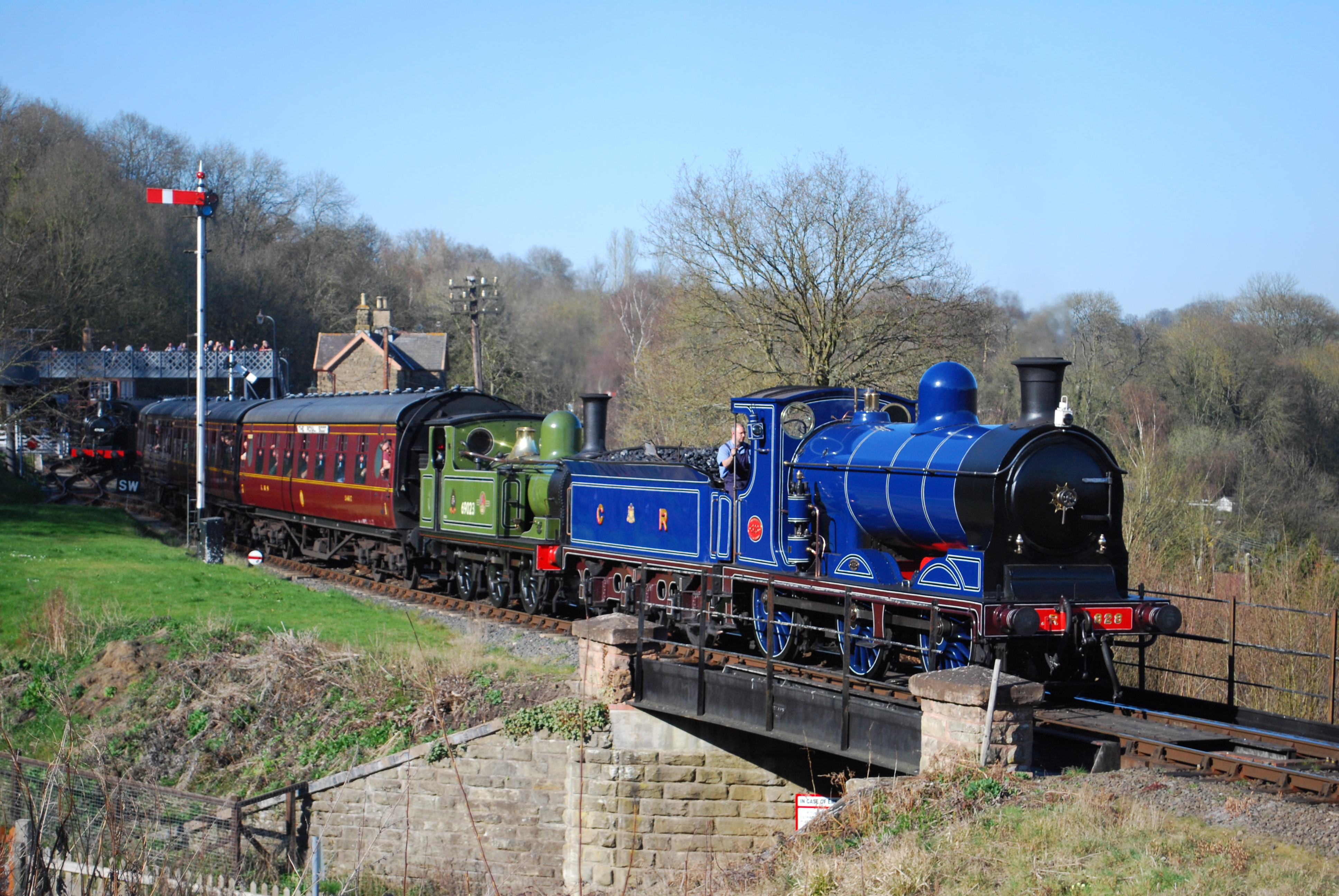
Lokomotive 828 während eines Gastaufenthalts auf der Severn Valley Railway 2012
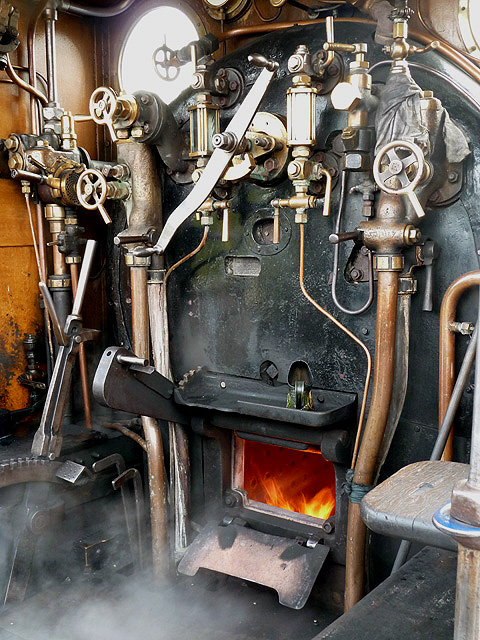
Blick in den Führerstand der Lokomotive 828

## Modelle
Modelle der erhaltenen Lokomotive 828 in der Nenngröße 00 hat der chinesische Modellbahnhersteller Bachmann seit dem Jahr 2018 in verschiedenen Varianten auf den Markt gebracht.